# Родари, Джанни
Джа́нни Рода́ри (итал. Gianni Rodari, полное имя — Джова́нни Франче́ско Рода́ри, итал. Giovanni Francesco Rodari; 23 октября 1920[…], Оменья, Пьемонт[…] — 14 апреля 1980[…], Рим) — итальянский детский писатель, сказочник и журналист.

## Биография
Родился 23 октября 1920 года в городке Оменья (область Пьемонт в Северной Италии). Был первым ребёнком в семье Джузеппе Родари и Маддалены Ариокки. У него был младший брат Чезаре (1921—1982). Отец был булочником, мать — продавщицей в родительской лавке. Маддалена была второй женой Джузеппе; от предыдущего брака отца у Джанни был старший единокровный брат Марио (1908—1966).
В Оменье Родари проучился до четвёртого класса. В 1929 году его отец умер от бронхопневмонии, и мать переехала с двумя сыновьями на свою родину в Гавирате. Болезненный и слабый с детства, Джанни Родари увлекался музыкой, обучаясь игре на скрипке, и книгами, в числе которых были произведения Ницше, Шопенгауэра, Ленина и Троцкого.
В 1931 году мать записала Родари в католическую семинарию Святого Петра в провинции Милана, но спустя три года перевела его в гуманитарный лицей, который он окончил в 1937 году. В период учёбы он брал уроки игры на скрипке и с парой друзей сформировал музыкальное трио, в составе которого выступал в тавернах.
В 1938 году Родари на некоторое время переехал в Сесто-Календе, где работал гувернёром в семье немецких евреев — беженцев из нацистской Германии.
В 1939 году некоторое время посещал филологический факультет Католического университета Святого Сердца в Милане, но вскоре бросил его. В 1941 году он выиграл конкурс на должность учителя начальных классов. Работал сначала в Брузимпьяно, потом в Ранко и Безоццо.
Во время Второй мировой войны Родари был освобождён от службы из-за плохого здоровья. Ещё студентом вступил в фашистскую организацию «Итальянская ликторская молодёжь». В 1941 году, работая учителем начальной школы, вступил в Национальную фашистскую партию, в рядах которой состоял до момента её ликвидации в июле 1943 года.
После оккупации Италии Германией в конце 1943 года, смерти двух близких друзей и заключения брата Чезаре в немецкий концентрационный лагерь стал участвовать в Движении Сопротивления и в 1944 году вступил в Итальянскую коммунистическую партию.

### Литературная деятельность
В 1948 году Родари стал журналистом коммунистической газеты «Унита» и начал писать книги для детей. В 1950 году компартия назначила его редактором только что созданного в Риме еженедельного детского журнала «Il Pioniere».
В 1951 году Родари опубликовал свой первый сборник — «Книжка весёлых стихов», а также своё известнейшее произведение «Приключения Чиполлино» (русский перевод Златы Потаповой под редакцией Самуила Маршака увидел свет в 1953 году). Это произведение получило особенно широкую популярность в СССР, где по нему были сняты мультфильм в 1961 году, а затем и фильм-сказка «Чиполлино» 1973 года, где Родари снялся в роли самого себя. В 1974 году в Киевском академическом театре оперы и балета им. Т. Г. Шевченко состоялась премьера балета «Чиполлино» на музыку Карэна Хачатуряна к одноимённому мультфильму.
Родари писал стихи, дошедшие до советского читателя в переводах Маршака (например, «Чем пахнут ремёсла?») и Якова Акима (например, «Джованнино-Потеряй»). Большое количество переводов книг на русский язык выполнено Ириной Константиновой.
В 1952 году писатель впервые посетил СССР, где затем бывал неоднократно. Родари говорил, что «каждая поездка в СССР заводила творческий механизм как часы, минимум на десять лет». Его путевые заметки легли в основу книги «Игры в СССР» (1984), выпущенной уже после смерти автора.. В 1957 году Родари сдал экзамен на звание профессионального журналиста. В 1966—1969 годах не публиковался, работал только над проектами с детьми. Столетие Родари в 2020 году широко отмечалось в Италии.
В 1970 году писатель получил премию Ханса Кристиана Андерсена.

### Смерть
10 апреля 1980 года Джанни Родари вернулся из путешествия в Советский Союз и был госпитализирован из-за образовавшегося тромбоза в ноге.
Скончался 14 апреля 1980 года в Риме от осложнений после хирургической операции на вене ноги. Похоронен на римском кладбище Кампо Верано.

## Семья
С 25 апреля 1953 года и до смерти Джанни Родари был женат на Марии Терезе Ферретти — секретаре парламентской группы Народного Демократического фронта. В 1957 году у них родилась дочь Паола. Паола иллюстрировала сказки отца, написала множество произведений и научных статей, родила троих детей.

## Литературное наследие

### Избранная библиография
- Сборник «Книжка весёлых стихов» (Il libro delle filastrocche, 1950)
- «Наставление пионеру» (Il manuale del Pionere, 1951)
- «Приключения Чиполлино» (Il Romanzo di Cipollino, 1951; выпущено в 1957 году под названием Le avventure di Cipollino)
- Сборник «Поезд стихов» (Il treno delle filastrocche, 1952)
- «Джельсомино в Стране лжецов» (Gelsomino nel paese dei bugiardi, 1959)
- Сборник «Стихи в небе и на земле» (Filastrocche in cielo e in terra, 1960)
- Сборник «Сказки по телефону» (Favole al telefono, 1960)
- «Джип в телевизоре» (Gip nel televisore, 1962)
- «Планета рождественских ёлок» (Il pianeta degli alberi di Natale, 1962)
- «Путешествие «Голубой стрелы»» (La freccia azzurra, 1964)
- «Какие бывают ошибки» (Il libro degli errori, Torino, Einaudi, 1964)
- «Торт в небе» (La Torta in cielo, 1966)
- «Как путешествовал Джованнино по прозванию Бездельник» (I viaggi di Giovannino Perdigiorno, 1973)
- «Грамматика фантазии» (La Grammatica della fantasia, 1973)
- «Жил-был дважды барон Ламберто» (C’era due volte il barone Lamberto, 1978)
- «Бродяжки» (Piccoli vagabondi, 1981)

Рассказы
- «Бухгалтер и бора»
- «Во власти консервных банок»
- «Всё началось с крокодила»
- «Гвидоберто и этруски»
- «Дворец из мороженого»
- «Десять килограммов Луны»
- «Как Джованнино потрогал нос у короля»
- «Карлино, Карло, Карлино; или Как избавиться от вредных привычек у детей»
- «Карпиане и Пизанская башня»
- «Лифт к звёздам»
- «Маги на стадионе»
- «Мисс Вселенная с тёмно-зелёными глазами»
- «Принц-пломбир»
- «Робот, которому захотелось спать»
- «Сакала, пакала»
- «Сбежавший нос»
- «Сиренида»
- «Человек, который купил Стокгольм»
- «Человек, который хотел украсть Колизей»
- Цикл рассказов о близнецах Марко и Мирко

### Издания на русском языке
- Родари Д. Стихи. — М.: Правда, 1953. — 48 с. — 150 000 экз.
- Родари Д. Приключения Чиполлино / Г. В. Языкова. — М.: Детская литература, 1965. — 256 с.
- Родари Д. Джельсомино в стране лжецов / Пер. с итал. О. Иваницкого, А. Махова; Худ. Л. Токмаков. — М.: Молодая гвардия, 1960. — 160 с.
- Родари Д. Сказки по телефону / Пер. с итал. А. Короткова; Худ. Л. Токмаков. — М.: Молодая гвардия, 1967. — 120 с.: ил.
- Родари Д. Здравствуйте, дети! / Пер. с итал. С. Я. Маршака; Худ. А. В. Кокорин. — М.: Малыш, 1976. — 87 с.
- Родари Д. Римские фантазии — М.: Правда, 1987. — 704 с.
- Родари Д. Зоопарк историй / Пер. с итал. К. Тименчик; Худ. Фульвио Теста. — М.: Детский Медиа, 2010. — 40 с. — ISBN 978-5-9993-0030-0.
- Родари Д. Сказки. Стихи — Л.: Лениздат, 1980. — 640 с.
- Родари Д. Игра в четыре угла. — М.: Детская литература, 1985. — 112 с.
- Родари Д. Новогодний подарок — Л.: Лениздат, 1985. — 543 с.
- Родари Д. Сказки по телефону — Петрозаводск: Карелия, 1984. — 224 с.
- Родари Д. Сказки. — Минск: Юнацтва, 1987. — 479 с.
- Родари Д. Театр Джанни Родари / Пер. с итал. М. Визеля; Худ. В. Попова. — М.: Белая ворона, 2019. — 184 с.
- Родари Д. Охотница Аталанта / Пер. с итал. М. Визеля; Худ. М. Емельянов. — М.: Клевер-Медиа-Групп, 2015. — 104 c.
- Родари Д. Гондола-призрак / Пер. с итал. М. Визеля; Худ. М. Рудько.  — М.: Клевер-Медиа-Групп, 2013. — 120 c.
- Родари Д. Почему? Отчего? Зачем? — Л.: Лениздат, 1961. — 81 с.

## Экранизации произведений

### Мультипликация
- «Мальчик из Неаполя» — мультипликационный фильм (1958)
- «Чиполлино» — мультипликационный фильм (1961)
- «Рассеянный Джованни» — мультипликационный фильм (1969)
- «Голубая стрела» — мультипликационный фильм (1985)
- «Голубая стрела» — мультипликационный фильм (1996)

### Игровое кино
- «Торт в небе» — художественный фильм (1973)
- «Чиполлино» — художественный фильм (1973)
- «Волшебный голос Джельсомино» — художественный фильм (1977)
- «Лоренц в стране лжецов» — художественный фильм, сочетание игрового и мультипликационного кино (Германия, 1997, реж. Юрген Брауэр). Вольная интерпретация сказки Джанни Родари «Джельсомино в стране лжецов»

### Музыка
- 1970 — опера «Торт в небе» Александра Фридлендера
- 1974 — балет «Чиполлино» Карэна Хачатуряна, мировая премьера в Киевском государственном академическом театре оперы и балета имени Тараса Шевченко
- 2018 — песня «У каждого дела запах особый» группы «Назарбаев Террор Машин».

## Память
- Именем писателя назван астероид (2703) Родари, открытый в 1979 году.
- Именем писателя названа российская рок-группа «Джанни Родари», образованная в 2014 году[11].